# Estação Petrovsko-Rasumovskaia
Petrovsko-Rasumovskaia (em russo:  Петровско-Разумовская) é uma das estações da linha Serpukhovsko-Timiriasevskaia (Linha 9) do Metro de Moscovo, na Rússia. Estação «Petrovsko-Rasumovskaia» está localizada entre as estações «Timiriasevskaia» e «Vladykino».